# Liste der Kulturdenkmäler in Neuhäusel
In der Liste der Kulturdenkmäler in Neuhäusel sind alle Kulturdenkmäler der rheinland-pfälzischen Ortsgemeinde Neuhäusel aufgeführt. Grundlage ist die Denkmalliste des Landes Rheinland-Pfalz (Stand: 21. Dezember 2021).

## Einzeldenkmäler
| Bezeichnung                | Lage                        | Baujahr                   | Beschreibung | Bild                           |
| -------------------------- | --------------------------- | ------------------------- | --- | ------------------------------ |
| Wohnhaus                   | Kadenbacher Straße 4/6 Lage | 19. Jahrhundert           | Nr. 4: Fachwerkhaus, teilweise massiv, 19. Jahrhundert; Nr. 6: Massivbau, um 1900                                            | Fotos hochladen                |
| Wohnhaus                   | Kadenbacher Straße 7 Lage   | gegen 1900                | freistehendes Wohnhaus, Bohnenstangenfachwerk auf massivem Sockelgeschoss, gegen 1900                                        | Fotos hochladen                |
| Evangelische Erlöserkirche | Kirchstraße 2 Lage          | Ende des 19. Jahrhunderts | neugotischer Bruchsteinsaal, wohl vom Ende des 19. Jahrhunderts                                                              | weitere Bilder Fotos hochladen |
| Altaraufsatz               | Gartenstraße, in Nr. 9 Lage | 1674                      | in der 1956/57 errichteten katholischen Kirche St. Anna: barocker Altaraufsatz, Marmor, 1674, Bildhauer Johann Heinrich Neuß | Fotos hochladen                |